# Puzzle People
Puzzle People este un album din 1969 înregistrat de The Temptations pentru casa de discuri Gordy (Motown). Produs în întregime de Norman Whitfield, Puzzle People continuă noua orientare a trupei de la muzica soul clasică la soul psihedelic, schimbare survenită  odată cu albumul Cloud Nine. Deși pe album se găsesc și câteva balade printre care "Running Away (Ain't Gonna Help You)", acesta este dominat de piese în stilul proto-funk precum principalul single "Don't Let the Joneses Get You Down" sau "I Can't Get Next to You" - piesă ce a atins primul loc în Billboard Hot 100. Pe album se mai găsesc și coveruri în stil psihedelic ale unor cântece contemporane cum ar fi "It's Your Thing" a celor de la The Isley Brothers, "Hey Jude" de la The Beatles și "Little Green Apples" a lui Roger Miller. 

## Tracklist
1. "I Can't Get Next to You" (Norman Whitfield, Barrett Strong)
2. "Hey Jude" (John Lennon, Paul McCartney)
3. "Don't Let the Joneses Get You Down" (Whitfield, Strong)
4. "Message from a Black Man" (Whitfield, Strong)
5. "It's Your Thing" (Ronald Isley, O'Kelly Isley, Rudolph Isley)
6. "Little Green Apples" (Bobby Russell)
7. "You Don't Love Me No More" (Whitfield, Strong, Roger Benzabene)
8. "Since I've Lost You" (Whitfield)
9. "Running Away (Ain't Gonna Help You)" (Whitfield, Strong)
10. "That's the Way Love Is" (Whitfield, Strong)
11. "Slave" (Whitfield, Strong)

## Single-uri
- "Don't Let the Joneses Get You Down" (1969)
- "I Can't Get Next to You" (1969)

## Componență
- Dennis Edwards, Eddie Kendricks, Paul Williams, Melvin Franklin, Otis Williams - voci
- The Funk Brothers - instrumentație